# 坎西莱瓦尔济
坎西莱瓦尔济（法語：Cuncy-lès-Varzy，法語發音：[kœ̃si lɛ vaʁzi]，意为“瓦尔济附近的坎西”）是法国涅夫勒省的一个市镇，属于克拉姆西区。

## 地理
坎西莱瓦尔济（47°22'22"N, 3°27'29"E）面积15.24 平方千米，位于法国勃艮第-弗朗什-孔泰大區涅夫勒省，该省份为法国中部省份，北至约讷省，西北接卢瓦雷省，西接谢尔省，南至阿列省，东南接索恩-卢瓦尔省，东临科多尔省。
与坎西莱瓦尔济接壤的市镇（或旧市镇、城区）包括：圣皮埃尔迪蒙、瓦涅、圣日耳曼德布瓦、伯夫龙、帕里尼拉罗斯、瓦尔济、维利耶勒塞克。

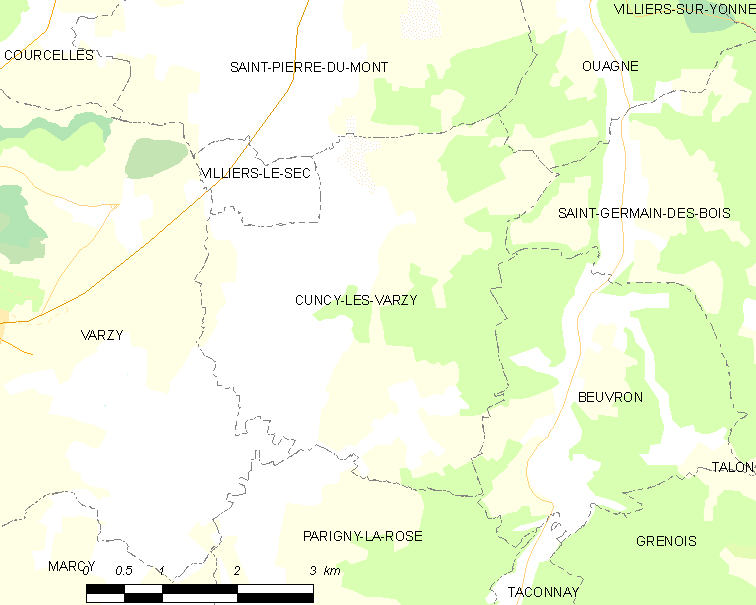
坎西莱瓦尔济的OSM定位图

坎西莱瓦尔济的时区为UTC+01:00、UTC+02:00（夏令时）。

## 行政
坎西莱瓦尔济的邮政编码为58210，INSEE市镇编码为58093。

## 政治
坎西莱瓦尔济所属的省级选区为克拉姆西县。

## 人口

1962-2008年间坎西莱瓦尔济人口变化图示

坎西莱瓦尔济于2022年1月1日时的人口数量为122人。